# Rynersonite
La rynersonite è un minerale appartenente al gruppo dell'aeschynite.